# بكالوريوس في اللاهوت المقدس
البكالوريوس في اللاهوت المقدس (باللاتينية: Sacrae Theologiae Baccalaureus؛ مختصر STB) هي درجة أكاديمية على مستوى الدراسات العليا في اللاهوت.
يتم تقديم بكالوريوس اللاهوت المقدس من قبل عدد من الجامعات البابوية. يتم تقديمه أحيانًا كدرجة دراسات عليا، للطلاب الذين أكملوا بالفعل درجة البكالوريوس في الآداب أو درجة أولى أخرى. يمكن أيضًا تقديمها كـ "درجة كنسية"، تُمنح مباشرة من قبل التسلسل الهرمي للكنيسة بعد أن يكون الفرد قد أكمل المتطلبات بالإضافة إلى المتطلبات اللازمة للحصول على درجة مدنية، ولكنها مطلوبة للرسامة.